# Dizaxlı
Dizaxlı è un comune dell'Azerbaigian situato nel distretto di Qəbələ. Conta una popolazione di 525 abitanti.